# Pandan Jaya (Geragai)
Pandan Jaya is een bestuurslaag in het regentschap Tanjung Jabung Timur van de provincie Jambi, Indonesië. Pandan Jaya telt 4973 inwoners (volkstelling 2010).